# Closer (The Chainsmokers)
Closer is een nummer van The Chainsmokers samen met de Amerikaanse zangeres Halsey. Ook dj Andrew Taggart is te horen in het nummer. Het nummer werd op 29 juli 2016 uitgebracht door Disruptor en Columbia Records. In de Verenigde Staten, Australië, Canada, Nieuw-Zeeland en Engeland behaalde het de nummer 1-positie en werd het voor zowel The Chainsmokers' als Halseys de eerste nummer 1-hit in die landen.
Het nummer werd voor het eerst ten gehore gebracht tijdens het Bonnaroo Music Festival samen met Halsey in juni 2016. Ook traden Halsey en Andrew Taggart op tijdens de MTV Video Music Awards in 2016.

## Tracklijst
| Nr. | Titel               | Duur |
| --- | ------------------- | ---- |
| 1.  | Closer (met Halsey) | 4:05 |

| Nr. | Titel                      | Duur |
| --- | -------------------------- | ---- |
| 1.  | Closer (R3hab remix)       | 2:41 |
| 2.  | Closer (Shaun Frank remix) | 4:12 |
| 3.  | Closer (Wuki remix)        | 4:04 |
| 4.  | Closer (Robotaki remix)    | 4:12 |

## Hitnoteringen

### Nederlandse Top 40
| Hitnotering: 20-08-2016 t/m 28-01-2017 | Hitnotering: 20-08-2016 t/m 28-01-2017 | Hitnotering: 20-08-2016 t/m 28-01-2017 | Hitnotering: 20-08-2016 t/m 28-01-2017 | Hitnotering: 20-08-2016 t/m 28-01-2017 | Hitnotering: 20-08-2016 t/m 28-01-2017 | Hitnotering: 20-08-2016 t/m 28-01-2017 | Hitnotering: 20-08-2016 t/m 28-01-2017 | Hitnotering: 20-08-2016 t/m 28-01-2017 | Hitnotering: 20-08-2016 t/m 28-01-2017 | Hitnotering: 20-08-2016 t/m 28-01-2017 | Hitnotering: 20-08-2016 t/m 28-01-2017 | Hitnotering: 20-08-2016 t/m 28-01-2017 | Hitnotering: 20-08-2016 t/m 28-01-2017 | Hitnotering: 20-08-2016 t/m 28-01-2017 | Hitnotering: 20-08-2016 t/m 28-01-2017 | Hitnotering: 20-08-2016 t/m 28-01-2017 | Hitnotering: 20-08-2016 t/m 28-01-2017 | Hitnotering: 20-08-2016 t/m 28-01-2017 | Hitnotering: 20-08-2016 t/m 28-01-2017 | Hitnotering: 20-08-2016 t/m 28-01-2017 |
| Week:                                  | 1                                      | 2                                      | 3                                      | 4                                      | 5                                      | 6                                      | 7                                      | 8                                      | 9                                      | 10                                     | 11                                     | 12                                     | 13                                     | 14                                     | 15                                     | 16                                     | 17                                     | 18                                     | 19                                     | 20                                     |
| -------------------------------------- | -------------------------------------- | -------------------------------------- | -------------------------------------- | -------------------------------------- | -------------------------------------- | -------------------------------------- | -------------------------------------- | -------------------------------------- | -------------------------------------- | -------------------------------------- | -------------------------------------- | -------------------------------------- | -------------------------------------- | -------------------------------------- | -------------------------------------- | -------------------------------------- | -------------------------------------- | -------------------------------------- | -------------------------------------- | -------------------------------------- |
| Positie:                               | 21                                     | 13                                     | 9                                      | 4                                      | 3                                      | 2                                      | 2                                      | 2                                      | 2                                      | 1                                      | 1                                      | 1                                      | 1                                      | 2                                      | 4                                      | 6                                      | 8                                      | 10                                     | 12                                     | 13                                     |
| Week:                                  | 21                                     | 22                                     | 23                                     | 24                                     |                                        |                                        |                                        |                                        |                                        |                                        |                                        |                                        |                                        |                                        |                                        |                                        |                                        |                                        |                                        |                                        |
| Positie:                               | 14                                     | 17                                     | 28                                     | 34                                     | uit                                    |                                        |                                        |                                        |                                        |                                        |                                        |                                        |                                        |                                        |                                        |                                        |                                        |                                        |                                        |                                        |

### NederlandseSingle Top 100
| Hitnotering: 06-08-2016 t/m 06-05-2017 | Hitnotering: 06-08-2016 t/m 06-05-2017 | Hitnotering: 06-08-2016 t/m 06-05-2017 | Hitnotering: 06-08-2016 t/m 06-05-2017 | Hitnotering: 06-08-2016 t/m 06-05-2017 | Hitnotering: 06-08-2016 t/m 06-05-2017 | Hitnotering: 06-08-2016 t/m 06-05-2017 | Hitnotering: 06-08-2016 t/m 06-05-2017 | Hitnotering: 06-08-2016 t/m 06-05-2017 | Hitnotering: 06-08-2016 t/m 06-05-2017 | Hitnotering: 06-08-2016 t/m 06-05-2017 | Hitnotering: 06-08-2016 t/m 06-05-2017 | Hitnotering: 06-08-2016 t/m 06-05-2017 | Hitnotering: 06-08-2016 t/m 06-05-2017 | Hitnotering: 06-08-2016 t/m 06-05-2017 | Hitnotering: 06-08-2016 t/m 06-05-2017 | Hitnotering: 06-08-2016 t/m 06-05-2017 | Hitnotering: 06-08-2016 t/m 06-05-2017 | Hitnotering: 06-08-2016 t/m 06-05-2017 | Hitnotering: 06-08-2016 t/m 06-05-2017 | Hitnotering: 06-08-2016 t/m 06-05-2017 | Hitnotering: 06-08-2016 t/m 06-05-2017 |
| Week:                                  | 1                                      | 2                                      | 3                                      | 4                                      | 5                                      | 6                                      | 7                                      | 8                                      | 9                                      | 10                                     | 11                                     | 12                                     | 13                                     | 14                                     | 15                                     | 16                                     | 17                                     | 18                                     | 19                                     | 20                                     | 21                                     |
| -------------------------------------- | -------------------------------------- | -------------------------------------- | -------------------------------------- | -------------------------------------- | -------------------------------------- | -------------------------------------- | -------------------------------------- | -------------------------------------- | -------------------------------------- | -------------------------------------- | -------------------------------------- | -------------------------------------- | -------------------------------------- | -------------------------------------- | -------------------------------------- | -------------------------------------- | -------------------------------------- | -------------------------------------- | -------------------------------------- | -------------------------------------- | -------------------------------------- |
| Positie:                               | 70                                     | 41                                     | 18                                     | 7                                      | 4                                      | 3                                      | 3                                      | 3                                      | 2                                      | 2                                      | 2                                      | 2                                      | 2                                      | 1                                      | 3                                      | 4                                      | 10                                     | 10                                     | 10                                     | 13                                     | 11                                     |
| Week:                                  | 22                                     | 23                                     | 24                                     | 25                                     | 26                                     | 27                                     | 28                                     | 29                                     | 30                                     | 31                                     | 32                                     | 33                                     | 34                                     | 35                                     | 36                                     | 37                                     | 38                                     | 39                                     | 40                                     |                                        |                                        |
| Positie:                               | 12                                     | 10                                     | 14                                     | 13                                     | 18                                     | 19                                     | 24                                     | 39                                     | 40                                     | 36                                     | 62                                     | 55                                     | 82                                     | 82                                     | 67                                     | 70                                     | 88                                     | 73                                     | 91                                     | uit                                    |                                        |

### NederlandseMega Top 50
| Hitnotering: 13-08-2016 t/m 18-02-2017 | Hitnotering: 13-08-2016 t/m 18-02-2017 | Hitnotering: 13-08-2016 t/m 18-02-2017 | Hitnotering: 13-08-2016 t/m 18-02-2017 | Hitnotering: 13-08-2016 t/m 18-02-2017 | Hitnotering: 13-08-2016 t/m 18-02-2017 | Hitnotering: 13-08-2016 t/m 18-02-2017 | Hitnotering: 13-08-2016 t/m 18-02-2017 | Hitnotering: 13-08-2016 t/m 18-02-2017 | Hitnotering: 13-08-2016 t/m 18-02-2017 | Hitnotering: 13-08-2016 t/m 18-02-2017 | Hitnotering: 13-08-2016 t/m 18-02-2017 | Hitnotering: 13-08-2016 t/m 18-02-2017 | Hitnotering: 13-08-2016 t/m 18-02-2017 | Hitnotering: 13-08-2016 t/m 18-02-2017 | Hitnotering: 13-08-2016 t/m 18-02-2017 | Hitnotering: 13-08-2016 t/m 18-02-2017 | Hitnotering: 13-08-2016 t/m 18-02-2017 | Hitnotering: 13-08-2016 t/m 18-02-2017 | Hitnotering: 13-08-2016 t/m 18-02-2017 | Hitnotering: 13-08-2016 t/m 18-02-2017 |
| Week:                                  | 1                                      | 2                                      | 3                                      | 4                                      | 5                                      | 6                                      | 7                                      | 8                                      | 9                                      | 10                                     | 11                                     | 12                                     | 13                                     | 14                                     | 15                                     | 16                                     | 17                                     | 18                                     | 19                                     | 20                                     |
| -------------------------------------- | -------------------------------------- | -------------------------------------- | -------------------------------------- | -------------------------------------- | -------------------------------------- | -------------------------------------- | -------------------------------------- | -------------------------------------- | -------------------------------------- | -------------------------------------- | -------------------------------------- | -------------------------------------- | -------------------------------------- | -------------------------------------- | -------------------------------------- | -------------------------------------- | -------------------------------------- | -------------------------------------- | -------------------------------------- | -------------------------------------- |
| Positie:                               | 45                                     | 20                                     | 8                                      | 4                                      | 4                                      | 5                                      | 4                                      | 2                                      | 3                                      | 2                                      | 2                                      | 2                                      | 3                                      | 3                                      | 7                                      | 11                                     | 13                                     | 13                                     | 14                                     | 11                                     |
| Week:                                  | 21                                     | 22                                     | 23                                     | 24                                     | 25                                     | 26                                     | 27                                     | 28                                     |                                        |                                        |                                        |                                        |                                        |                                        |                                        |                                        |                                        |                                        |                                        |                                        |
| Positie:                               | 18                                     | 9                                      | 16                                     | 22                                     | 26                                     | 27                                     | 27                                     | 40                                     | uit                                    |                                        |                                        |                                        |                                        |                                        |                                        |                                        |                                        |                                        |                                        |                                        |

## Releasedata
| Land             | Releasedatum    | Formaat        | Label               |
| ---------------- | --------------- | -------------- | ------------------- |
| Wereldwijd       | 29 juli 2016    | Muziekdownload | Disruptor, Columbia |
| Verenigde Staten | 2 augustus 2016 | Radio          | Disruptor, Columbia |